# Borderlands: The Pre-Sequel
Borderlands: The Pre-Sequel è un action RPG-sparatutto in prima persona, prequel del videogioco del 2012 Borderlands 2. Si tratta del terzo capitolo della serie Borderlands. È disponibile dal 14 ottobre 2014 per piattaforme Microsoft Windows, PlayStation 3, Xbox 360, macOS e Linux. 
Nel 2015 viene pubblicato un pacchetto chiamato Borderlands: The Handsome Collection che contiene Borderlands 2 e Borderlands: The Pre-Sequel con tutti i DLC di entrambi i capitoli e completamente rimasterizzati per PlayStation 4 e Xbox One.
Tale gioco è ambientato cronologicamente tra Borderlands e Borderlands 2.

## Trama
Il gioco inizia poco tempo dopo gli eventi di Borderlands. Lilith, Mordecai e Brick assieme ad alcuni Crimson Raiders catturano Athena per interrogarla su come Jack il Bello è asceso al potere e su come è diventato il dittatore da loro conosciuto.
Athena comincia a raccontare la storia, parte quindi un lungo flashback, corrispondente al gioco vero e proprio. Esattamente cinque mesi dopo la fine di Borderlands la Hyperion Corporation ha scoperto l'esistenza di una cripta sulla luna di Pandora, Elpis. La Hyperion incarica un loro uomo, Jack, di scovare tale cripta. Jack decide di assoldare quattro cacciatori della cripta per esplorare Elpis: Athena, Nisha, Wilhem e Claptrap. Mentre sono in viaggio su Elpis la loro nave spaziale viene attaccata e costretta a rifugiarsi sulla nave spaziale Helios. Qui scoprono che il gruppo che li ha attaccati viene chiamato "Armata Invisibile" ed è guidata da un ex dipendente della Hyperion chiamata Zarpedon. Jack riesce a far fuggire i cacciatori della Helios facendoli arrivare su Elpis dove poco dopo li raggiungerà per dare inizio alla ricerca della Cripta.
Una volta che Athena finisce il racconto su come hanno scoperto la Cripta e come Jack è diventato Jack il Bello, Lilith decide di uccidere Athena ma quest'ultima viene salvata un misterioso alieno che rivela loro che la guerra è imminente e che hanno bisogno di tutti i cacciatori della cripta disponibili.

## Modalità di gioco
Borderlands: The Pre-Sequel eredita struttura e gameplay dal suo predecessore, apportando alcune modifiche senza però alterare in maniera significativa l'impianto già conosciuto dai fan della saga.
Il gioco si presenta come uno sparatutto in prima persona con elementi da gioco di ruolo, percorribile liberamente dall'utente (free roaming). La storia è narrata tramite una missione principale (divisa in capitoli) e numerose missione secondarie. Le mappe di gioco non sono tutte disponibili all'inizio della partita e vanno sbloccate man mano che la trama principale procede. Completare le missioni ed uccidere i nemici è fondamentale per raccogliere nuove armi, equipaggiamenti, accessori e punti esperienza. Quest'ultimi sono necessari a far salire di livello e potenziare le abilità del proprio personaggio.
A differenza dei due precedenti capitoli il gioco non è ambientato su Pandora ma sulla sua luna, Elpis. Qui essendoci gravità inferiore è possibile muoversi con più agilità riuscendo a compiere salti enormi come se si stesse volando. Inoltre i personaggi posseggono uno speciale apparecchio che dona loro un casco invisibile per respirare. Tale apparecchio viene chiamato Kit OZ, questi una volta che finisce l'ossigeno può essere ricaricato rubando l'ossigeno dai nemici o caricando l'apparecchio attraverso gli sfiatatoi d'aria presenti su Elpis. In diversi punti su Elpis ci sono degli apparecchi che una volta attivati creano una barriera d'aria con l'ossigeno dove all'interno il Kit OZ non è necessario. Oltre al solito veicolo disponibile in tutti i capitoli, man mano che si avanza con la trama si sbloccherà un nuovo veicolo, una moto in grado di volare che permette di fare dei balzi superando dirupi.

## Classi
All'inizio del gioco è possibile scegliere fra quattro personaggi, ognuno con un'abilità specifica legata alla sua classe d'appartenenza. Questa abilità influenza in maniera importante lo stile di gioco e l'approccio ai combattimenti.
I personaggi sono:
- Nisha (La Pistolera) - Ha un aspetto da Giustiziera del West e brandisce due pistole. Già apparsa in Borderlands 2 come boss opzionale.
- Athena (La Gladiatrice) - Ex membro dei Crimson Lance. Impugna uno scudo che può lanciare contro i nemici e incassare i colpi dei nemici.
- Wilhelm (L’Incursore) - Vecchia conoscenza già apparso in Borderlands 2 come primo boss. È un ingegnere Hyperion dotato di esoscheletro.
- Claptrap (The Fragtrap) - Un comunissimo Claptrap che si unisce ai cacciatori della cripta nella ricerca della Cripta.

Inoltre, scaricando i contenuti aggiuntivi dedicati è possibile ottenere altri due personaggi con altrettante nuove abilità. Nello specifico, è possibile giocare usando:
- Jack (Il Doppelganger) - Esattamente uguale a Jack il Bello. Il suo vero nome è Timothy Lawrence che dopo aver avuto un intervento di chirurgia plastica ha la stessa faccia e voce di Jack il Bello.
- Aurelia (La Baronessa) - Sorella maggiore di Sir Hammerlock. Amante della caccia come suo fratello ed erede dell'impero dei suoi genitori.

## DLC e contenuti scaricabili
Sono stati rilasciati quattro DLC per Borderlands tutti acquistabili con i Microsoft Points.

### Doppelganger Pack
Primo DLC rilasciato. Sblocca un nuovo personaggio da utilizzare quando si inizia una nuova partita. Tale personaggio si chiama Jack il Doppelganger che è esattamente uguale a Jack il Bello, tuttavia non è lui ma solo un sosia.

### Baroness Pack
Secondo DLC rilasciato. Sblocca un nuovo personaggio da utilizzare quando si inizia una nuova partita. Tale personaggio si chiama Aurelia la Baronessa ed è la sorella di Sir Hammerlock.

### L'assalto all'Holodome
Terzo DLC rilasciato. Sblocca un'arena che viene gestita dall'ologramma di un Claptrap. Esso permette ai giocatori di entrare nell'arena per sfidare i nemici. Ci sono cinque livelli di difficoltà e ogni volta che se ne supera uno i nemici diventano più difficili da sconfiggere.

### Un viaggio Claptastico
Quarto e ultimo DLC rilasciato. Cronologicamente è ambientato dopo la fine della trama principale. Jack il Bello contatta i cacciatori della cripta per recuperare un oggetto all'interno del Claptrap. Lo stesso Jack li miniaturizza per poterli inserire all'interno del Claptrap allo scopo di recuperare l'oggetto in questione. Il DLC finisce mostrando che Jack disattiva tutti i Claptrap su Pandora e su Elpis e spara al Claptrap giocabile, buttandolo su una montagna innevata di Pandora dove viene trovato da Hammerlock. Tale scena fa da preludio agli eventi di Borderlands 2.

## Accoglienza
Il gioco ha ricevuto recensioni positive. La Metacritic gli ha dato un punteggio di 77/100 basato su 24 opinioni. Sono stati apprezzati le nuove modalità di gioco, completamente diverse dai capitoli precedenti. La nuova ambientazione e i personaggi giocabili.
Alcuni critici non hanno apprezzato tale gioco definendolo solamente un piccolo trampolino di lancio per un nuovo capitolo. Non lo hanno apprezzato molto definendolo una copia leggermente diversa da Borderlands 2 che aveva inserito cose nuove rispetto al primo capitolo.

## Sequel
Nel 2015 viene annunciato l'uscita di un nuovo capitolo. Il 13 settembre 2019 è uscito il seguito, Borderlands 3.